# Alpes de la Princesse-Élisabeth
Les Alpes de la Princesse-Élisabeth (en danois : Prinsesse Elisabeth Alper) sont une chaîne de montagnes située dans la terre du roi Frédéric VIII, dans le Nord-Est du Groenland.
Administrativement, cette aire de répartition fait partie de la zone du parc national du Nord-Est du Groenland.
La chaîne a été baptisée ainsi par Eigil Nielsen lors de l'expédition Mørkefjord de 1938-1939, en l’honneur de la princesse Élisabeth de Danemark, fille du prince Knud.
La base scientifique et militaire de l'armée danoise Nord est le seul endroit habité de la région.

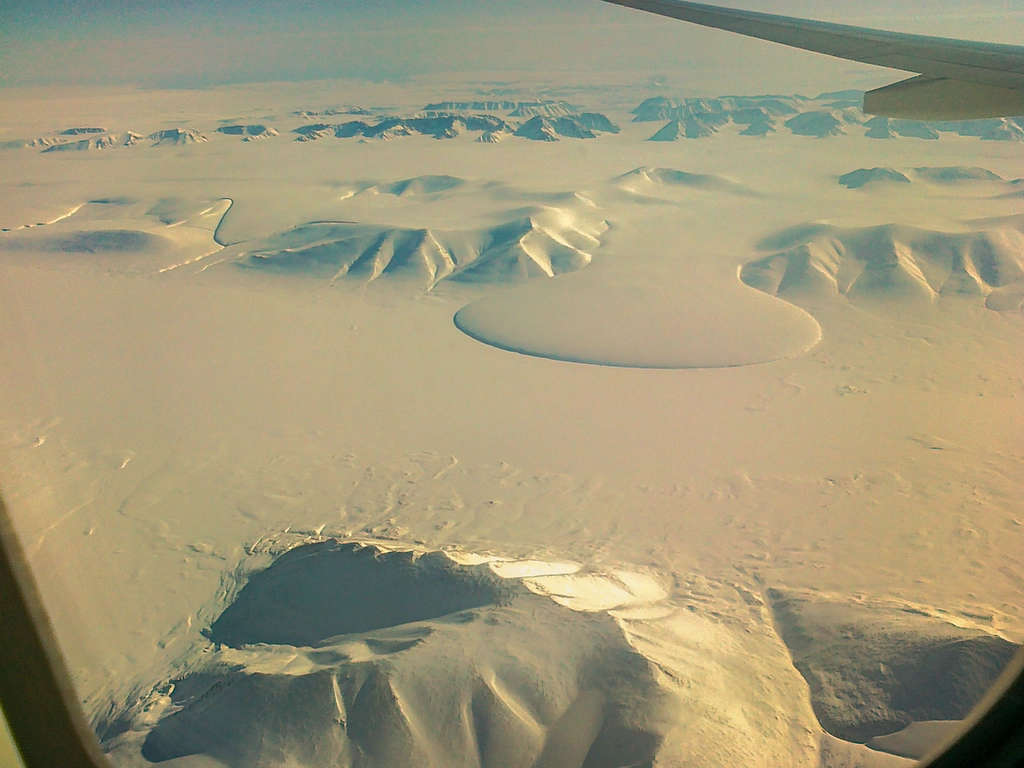
Vue aérienne du lac Romer avec les Alpes de la Princesse-Élisabeth en arrière-plan, depuis le nord-ouest.